# 成出ダム
成出ダム（なるでダム）は、岐阜県大野郡白川村と富山県南砺市との境、一級河川・庄川水系庄川に建設されたダム。高さ53.2メートルの重力式コンクリートダムで、関西電力の発電用ダムである。同社の水力発電所・成出発電所・新成出発電所に送水し、合計最大9万3,200キロワットの電力を発生する。

## 歴史

### 建設
1939年（昭和14年）、電気事業の国家管理化を目指す日本政府によって設立された日本発送電は、小牧ダムや祖山ダムといった大ダムを伴う庄川の水力発電所群を継承し、上流に向かって開発の手を伸ばしていった。同年、祖山ダムの上流で小原ダムおよび小原発電所の建設に着手し、1942年（昭和17年）に運転を開始。さらにその上流において成出ダムおよび成出発電所の建設を計画。1943年（昭和18年）5月1日に成出水力建設所を開設し、建設工事に着手した。
日本発送電は増大する電力需要に対し、発電所の新設によって応えようとした。しかし、太平洋戦争の激化に伴い物資不足は深刻なものとなり、既存の発電所にある遊休機器を、新設する発電所向けに転用する措置がとられた。成出発電所には水車発電機が2台設置される計画であり、まず1台を静岡県の久野脇発電所から移設・転用することとなった。工事は戦時中にいったん中断されたのち、戦後の1950年（昭和25年）に再開されたものの、完成を待たずして1951年（昭和26年）に日本発送電が分割・民営化され、庄川の水力発電所群は関西電力に引き継がれた。同社は成出発電所の建設を引き継ぎ、まず同年11月17日に2号機が運転開始。残る1号機も12月26日に運転を開始した。
日本発送電の分割・民営化の際、北陸地方にある多くの水力発電所が関西電力の手に渡ったことに対し、北陸電力を始めとする北陸地方の企業が反発。協議の結果、成出発電所は関西電力の所有するところとなったが、成出発電所で発生した電力量の半分に相当する、年間8,000万キロワット時を北陸電力に送電することになった。

### 再開発
成出発電所の完成後、関西電力は上流の椿原発電所・鳩谷発電所を1950年代中に運転開始し、1961年（昭和36年）にはそれらの上流で建設されていた電源開発の御母衣ダムおよび御母衣発電所が完成。その後、関西電力は祖山ダムに新祖山発電所を1967年（昭和42年）に増設したことを皮切りに、庄川のダムに対する再開発事業を展開。次なる再開発地として成出ダムおよび椿原ダムが着目され、1973年（昭和48年）6月18日に建設事務所が設置され、新成出発電所1975年（昭和50年）3月20日に、新椿原発電所が同年3月27日運転を開始した。1978年（昭和53年）には成出ダムから下流の小原ダムまでの間に残された、わずかな落差を活用すべく建設された赤尾ダムおよび赤尾発電所が運転を開始している。
1987年（昭和62年）6月9日、成出発電所の水車発電機1台が可変速実証機に改造された。発電機の回転子および固定子を一新し（発電用水車は既存のまま）、回転速度を190から210 min-1までの範囲でダイナミックに変化させることができるようにしたもので、可変速揚水発電の実用化に向けて製造された。原子力発電所の整備とともに不足が予想される夜間の商用電源周波数調整能力を確保すべく、関西電力と日立との間で研究・開発が進められてきた技術である。世界初の可変機運転の成功であり、成出実証機での成果をもとに製造された大河内発電所の揚水機は、1993年（平成5年）12月3日に運転を開始した。

## 周辺
東海北陸自動車道・五箇山インターチェンジから国道156号を南下。赤尾ダムを過ぎると、岐阜県との県境にさしかかる。当地には蛇行する庄川に7つの橋が架かり、これらは岐阜県（飛騨国）と富山県（越中国）とを結ぶものとして飛越七橋と総称される。そのひとつ、成出橋の上から下流に目をやると、手前に新成出発電所、奥に成出発電所を望むことができる。両発電所で発生した電力は、新北陸幹線を介して関西に向けて送電されている。新北陸幹線は日本で初めて27万5,000ボルトという高い送電電圧を実現させた送電線路で、東の末端には黒部川第四発電所が接続している。成出発電所には成出制御所が併設されており、庄川の水力発電所群を遠隔操作している。
成出橋のすぐ南には飛越橋が架かる。この上から上流に目をやると、成出ダムを望むことができる。成出ダムの中央が県境となっており、向かって左手（右岸）が富山県で、右手（左岸）が岐阜県である。

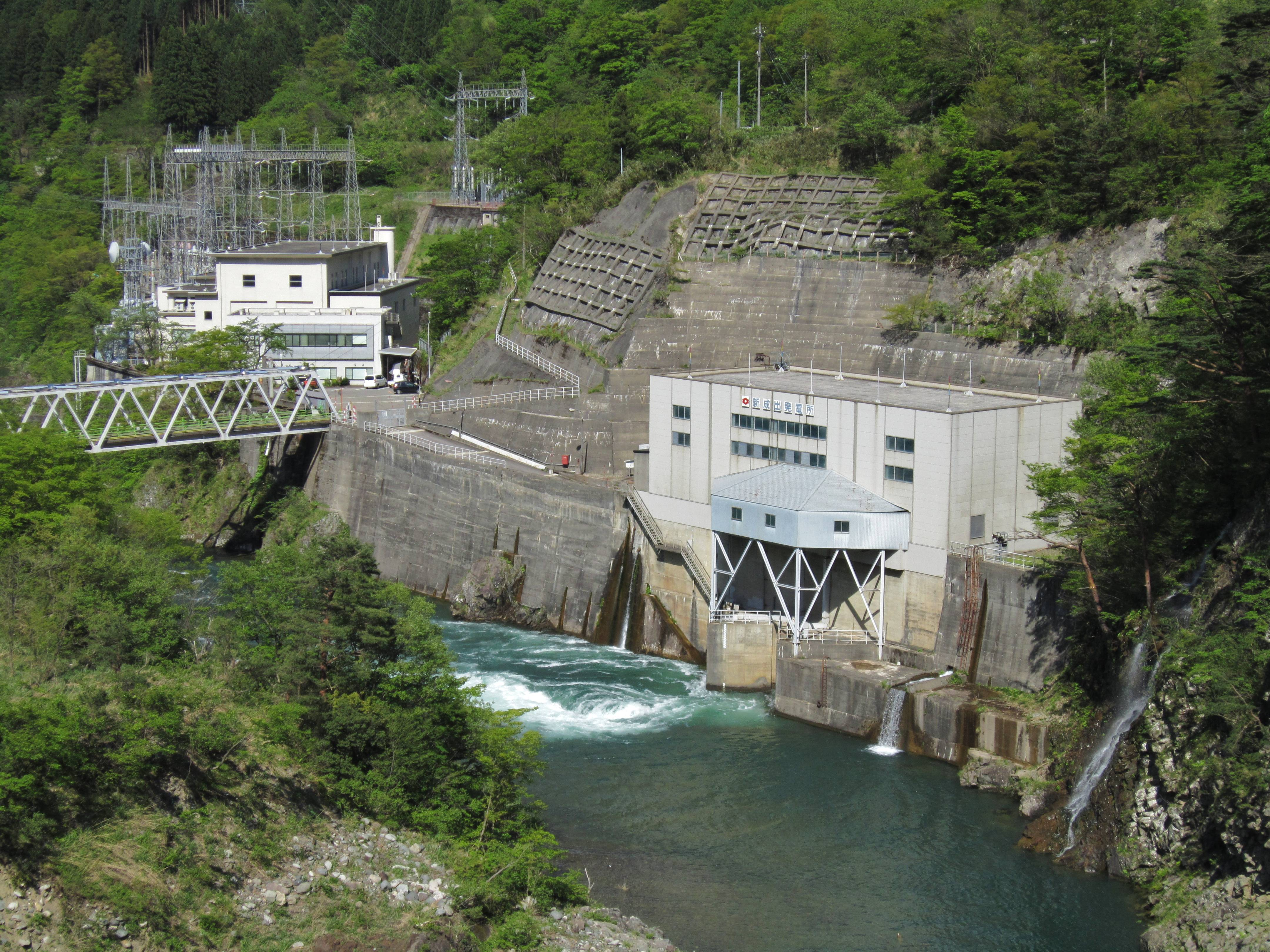
成出発電所（左奥）と新成出発電所（右手前）
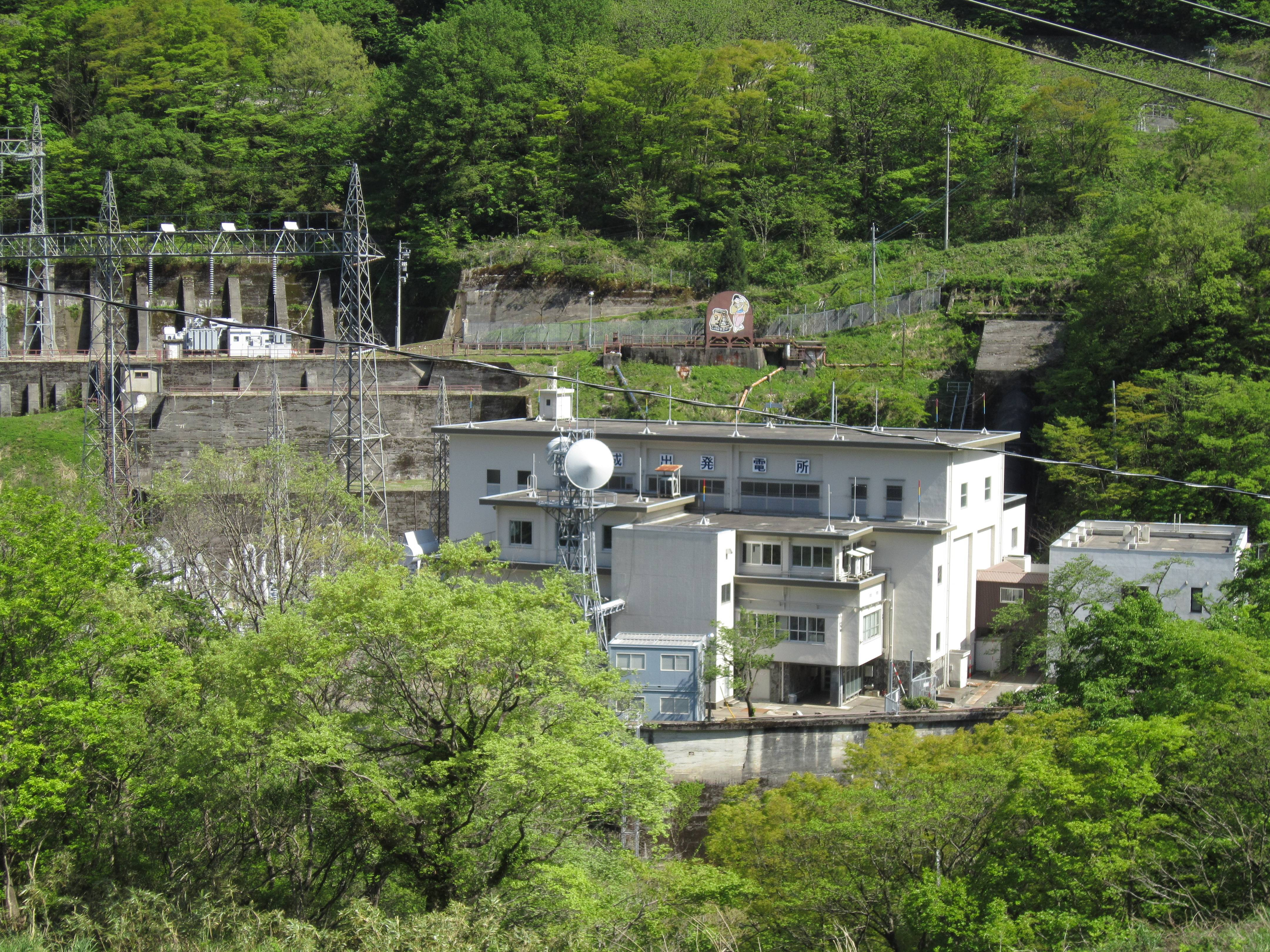
成出発電所